# Martyr Worthy
Martyr Worthy är en by i civil parish Itchen Valley i distriktet Winchester i grevskapet Hampshire i England. Byn är belägen fem kilometer från Winchester. Martyr Worthy var en civil parish fram till 1932 när blev den en del av Itchen Valley. Civil parish hade 350 invånare år 1931. Byn nämndes i Domedagsboken (Domesday Book) år 1086, och kallades då Ordie.